# 2005-ös UEFA-bajnokok ligája-döntő

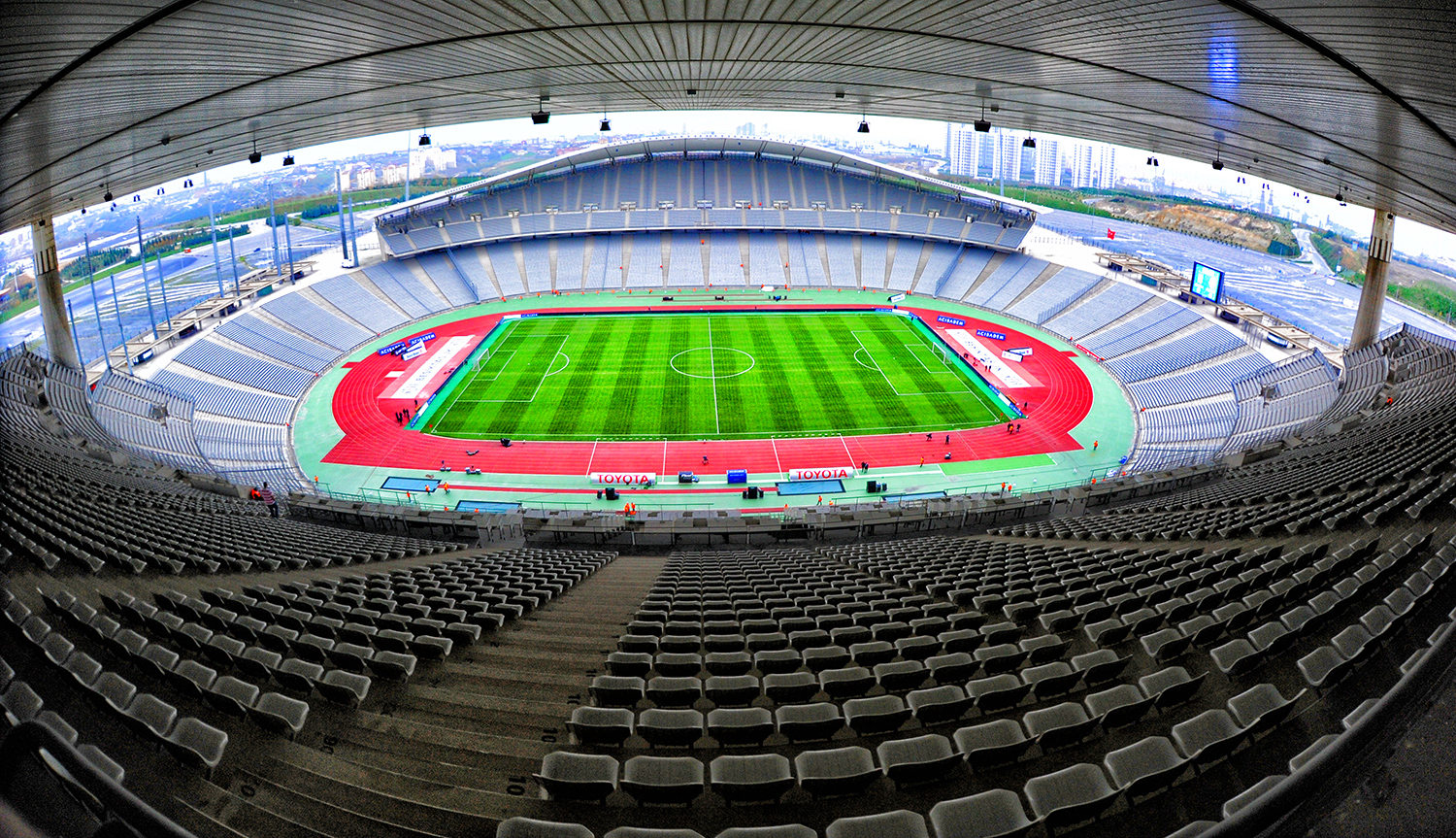
A döntő helyszíne

A 2005-ös UEFA-bajnokok ligája-döntő az európai labdarúgó-klubcsapatok legrangosabb tornájának 13., jogelődjeivel együttvéve az 50. döntője volt, amely egyben a sorozat egyik legizgalmasabb és legdrámaibb fináléja volt, mely 2005. május 25-én került megrendezésre az isztambuli Atatürk Olimpiai Stadionban. A döntőben az olasz AC Milan és az angol Liverpool találkozott első alkalommal. A mérkőzést a Liverpool nyerte meg tizenegyespárbajban, 3–3-as állás után, melyet 3–0-s hátrányból hoztak vissza. Ez volt a vörösök ötödik győzelme, így megkapták a tiszteletbeli UEFA-jelvényt Archiválva 2016. március 4-i dátummal a Wayback Machine-ben , amit az a csapat kaphat meg európai mezük bal karjára, amelyik háromszor egymás után vagy legalább ötször megnyerte a sorozatot.

## A döntő részletei
| 2005. május 25. 21:45 (20:45 CEST) |

| AC Milan                               | 3–3 (h. u.)                 | Liverpool FC                      |
| -------------------------------------- | --------------------------- | --------------------------------- |
| Maldini 1' Crespo 39' 44'              | (3–0, 3–3, 3–3) Jegyzőkönyv | Gerrard 54' Šmicer 56' Alonso 60' |
| Büntetőpárbaj                          |                             |                                   |
| Serginho Pirlo Tomasson Kaká Sevcsenko | 2–3                         | Hamann Cissé Riise Šmicer         |

| Atatürk Olimpiai Stadion, Isztambul Nézőszám: 70 025 Játékvezető: Manuel Mejuto González (spanyol) |

| Csapatszínek | Csapatszínek | Csapatszínek |
| Csapatszínek |              |              |
| Csapatszínek |              |              |
|              |              |              |
| AC Milan     |              |              |

| Csapatszínek | Csapatszínek | Csapatszínek |
| Csapatszínek |              |              |
| Csapatszínek |              |              |
|              |              |              |
| Liverpool FC |              |              |

| AC Milan: |    |                       |
| |    |                       |
| GK | 1  | Dida                  |
| RB | 2  | Cafu                  |
| CB | 31 | Jaap Stam             |
| CB | 13 | Alessandro Nesta      |
| LB | 3  | Paolo Maldini (C)     |
| DM | 21 | Andrea Pirlo          |
| RM | 8  | Gennaro Gattuso 112'  |
| LM | 20 | Clarence Seedorf 86'  |
| AM | 22 | Kaká                  |
| CF | 7  | Andrij Sevcsenko      |
| CF | 11 | Hernán Crespo 85'     |
| Cserék: |    |                       |
| GK | 46 | Christian Abbiati     |
| DF | 4  | Kakha Kaladze         |
| DF | 5  | Alessandro Costacurta |
| MF | 10 | Rui Costa 112'        |
| MF | 24 | Vikash Dhorasoo       |
| MF | 27 | Serginho 86'          |
| FW | 15 | Jon Dahl Tomasson 85' |
| Vezetőedző: |    |                       |
| Carlo Ancelotti A mérkőzés játékosa: Steven Gerrard Játékvezető asszisztensek: Clemente Plou Oscar Samaniego Negyedik számú játékvezető: Arturo Ibáñez |    |                       |

| Liverpool:     |    |                     |
|                |    |                     |
| GK             | 1  | Jerzy Dudek         |
| RB             | 3  | Steve Finnan 46'    |
| CB             | 23 | Jamie Carragher 76' |
| CB             | 4  | Sami Hyypiä         |
| LB             | 21 | Djimi Traoré        |
| RM             | 10 | Luis García Sanz    |
| CM             | 14 | Xabi Alonso         |
| CM             | 8  | Steven Gerrard (C)  |
| LM             | 6  | John Arne Riise     |
| SS             | 7  | Harry Kewell 23'    |
| RF             | 5  | Milan Baroš 81' 85' |
| Cserék:        |    |                     |
| GK             | 20 | Scott Carson        |
| DF             | 17 | Josemi              |
| DF             | 25 | Igor Bišćan         |
| MF             | 11 | Vladimír Šmicer 23' |
| MF             | 16 | Dietmar Hamann 46'  |
| MF             | 18 | Antonio Núñez       |
| FW             | 9  | Djibril Cissé 85'   |
| Vezetőedző:    |    |                     |
| Rafael Benítez |    |                     |

### Statisztika
| AC Milan |                      | Liverpool |
| -------- | -------------------- | --------- |
| 3        | Gólok                | 3         |
| 16       | Lövések              | 14        |
| 6        | Kapura tartó lövések | 4         |
| 55%      | Labdabirtoklás       | 45%       |
| 10       | Szögletek            | 4         |
| 16       | Szabálytalanságok    | 23        |
| 7        | Lesek                | 5         |
| 0        | Sárga lapok          | 2         |
| 0        | Piros lapok          | 0         |